# 楊振材
楊振材（英語：Sao Edward Yang Kyein Tsai，1918年—1971年），果敢末代土司，是前土司楊文炳的次子。

## 生平
早年入读臘戍英國人開辦的教會學校，後轉撣邦貴族學校讀書。1948年任吳努政府上議院議員和撣邦財政部長。1946年起繼任果敢土司直到1959年土司世襲權被取消。1950年擔任緬甸出席聯合國大會代表團成員。
1963年被軍政府拘捕，其弟楊振聲遂成立果敢革命軍與軍政府對抗。